# Dissoluzione della Cecoslovacchia

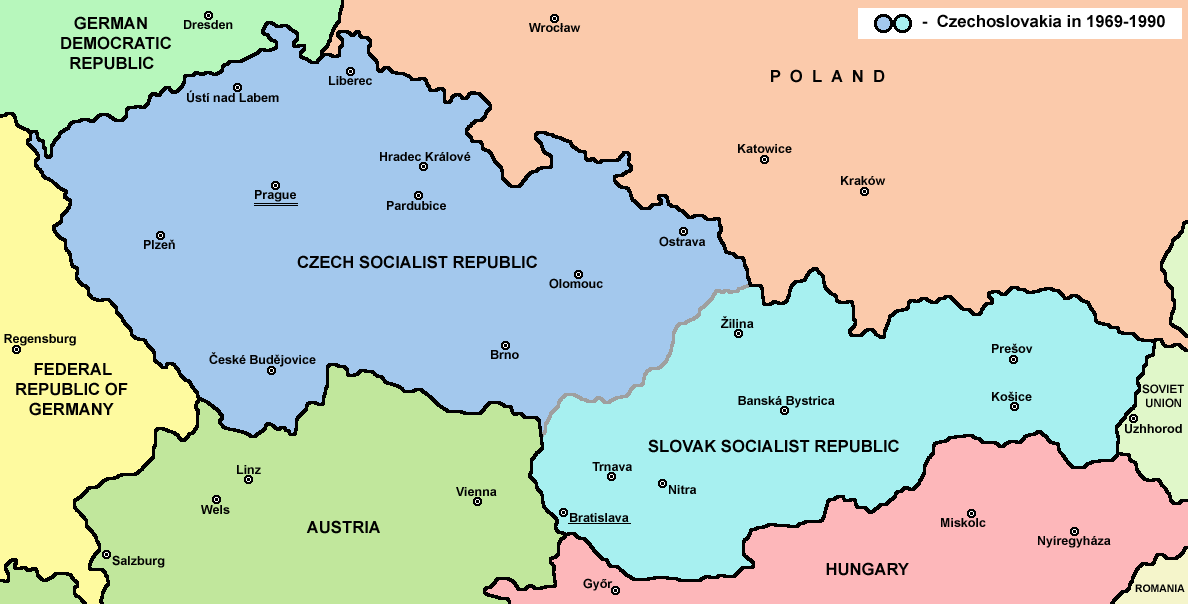
Data = 17 July 1992 – 31 December 1992

Con dissoluzione della Cecoslovacchia (in ceco Rozdělení Československa, in slovacco Rozdelenie Česko-Slovenska) si intende la divisione dello Stato federale socialista della Cecoslovacchia nei paesi indipendenti della Cechia e della Slovacchia, avvenuta il 1º gennaio 1993.
Prima di allora e a partire dal 1969, le due repubbliche, parti della federazione cecoslovacca, erano note come Repubblica Socialista Ceca e Repubblica Socialista Slovacca.
La dissoluzione della Cecoslovacchia è conosciuta anche come il divorzio di velluto, in riferimento alla pacifica rivoluzione di velluto del 1989 che portò alla fine del dominio del Partito Comunista della Cecoslovacchia e al ripristino di uno Stato capitalista nel paese.

## Panoramica

Cecoslovacchia tra il 1968 (legge costituzionale della Federazione) e 1989 (rivoluzione di velluto)

La Cecoslovacchia nacque a seguito della disgregazione dell'Impero austro-ungarico, conseguente alla fine della prima guerra mondiale ed ai trattati di Saint-Germain-en-Laye (1919) e Trianon (1920).
Nel 1918 a Pittsburgh, in Pennsylvania, negli Stati Uniti, il futuro presidente cecoslovacco Tomáš Garrigue Masaryk e altri rappresentanti cechi e slovacchi firmarono l'accordo di Pittsburgh che prometteva uno stato comune composto da due nazioni eguali, slovacchi e cechi. Poco dopo, la filosofia di Edvard Beneš spinse per una maggiore unità e una singola nazione.
Alcuni slovacchi non erano favorevoli a questo cambiamento e nel marzo 1939, con la pressione di Adolf Hitler, la Prima Repubblica Slovacca fu creata come stato satellite della Germania nazista con sovranità limitata. L'occupazione da parte dell'Unione Sovietica dopo la seconda guerra mondiale supervisionò la loro riunificazione nella Terza Repubblica cecoslovacca.
Nel 1968, la legge costituzionale della Federazione ripristinò una struttura federale ufficiale (simile a quella del 1917) ma, durante il "periodo di normalizzazione" negli anni '70, Gustáv Husák - benché lui stesso fosse slovacco - restituì la maggior parte del controllo a Praga. Questo approccio fece da apripista alla spinta separatista, in special modo dopo la caduta del comunismo.

## Separazione
Nel 1991, il PIL pro capite della Repubblica Ceca era superiore del 20% rispetto a quello della Slovacchia. Il trasferimento dei pagamenti dal bilancio ceco alla Slovacchia, che era stata la regola in passato, venne interrotto nel gennaio 1991.
Malgrado una nutrita parte della popolazione ceca e slovacca auspicasse il mantenimento di una Cecoslovacchia federale, alcuni importanti partiti slovacchi sostennero una forma di coesistenza più libera; in particolare il Partito nazionale slovacco puntò alla completa indipendenza e sovranità. Negli anni a venire, i partiti politici riemersero, ma i partiti cechi ebbero poca o nessuna presenza in Slovacchia e viceversa. Per avere uno stato funzionante, il governo chiese il controllo continuo da Praga, mentre gli slovacchi continuarono a chiedere il decentramento.
Nel 1992, la Repubblica Ceca elesse Václav Klaus, il quale chiese di scegliere tra una federazione ancora più stretta ("federazione valida") o due stati indipendenti. Vladimír Mečiar ed altri importanti politici slovacchi del tempo volevano una specie di confederazione. Le due parti aprirono trattative intense a giugno di quell'anno. Il 17 luglio il parlamento slovacco adottò la dichiarazione di indipendenza della nazione slovacca. Sei giorni dopo, Klaus e Mečiar accettarono di sciogliere la Cecoslovacchia in una riunione a Bratislava. Il presidente cecoslovacco Václav Havel, data la propria opposizione, decise di dimettersi piuttosto che supervisionarne la dissoluzione; in un sondaggio del settembre 1992, solo il 37% degli slovacchi e il 36% dei cechi espressero un'opinione favorevole alla dissoluzione.
L'obiettivo delle trattative divenne ora quella di una divisione pacifica. Il 13 novembre, l'Assemblea federale approvò la Legge costituzionale 541 che stabiliva la divisione della proprietà tra le terre ceche e la Slovacchia. Con la Legge costituzionale 542, approvata il 25 novembre, si accettò la dissoluzione della Cecoslovacchia, fissata alla data del 31 dicembre 1992.
La separazione avvenne senza violenza, e fu quindi detta di "velluto", similmente alla "rivoluzione di velluto" che la precedette. Si compì infatti attraverso massicce dimostrazioni e azioni pacifiche, a differenza di altre divisioni post-comuniste (come l'Unione Sovietica e la Jugoslavia) sfociate in conflitto armato. La Cecoslovacchia è l'unico ex stato socialista ad avere avuto una divisione pacifica.

## Motivi della divisione
I principali dibattiti si interrogarono se la dissoluzione della Cecoslovacchia fosse inevitabile o fosse invece avvenuta in concomitanza o addirittura in contrasto con gli eventi nati tra la rivoluzione di velluto del 1989 e la fine dello stato unitario nel 1992.
Coloro che sostengono l'inevitabilità tendono a mettere in rilievo le differenze tra le due nazioni, risalenti all'epoca dell'Impero austro-ungarico. Oltre alle differenze etniche tra i cechi e gli slovacchi, viene posto l'accento sui problemi sorti in seguito alla nascita dello stato condiviso durante il comunismo. Tra questi si osserva il successo dello stato comunista nelle terre ceche e il suo fallimento nelle terre slovacche, dove venne adottato più duramente, in funzione di questo basso radicamento, dall'élite ceca maggiormente influente nella gestione statale rispetto agli slovacchi che avevano, dopo la costituzione del 1968, un veto di minoranza.
Coloro che sostengono che gli eventi tra il 1989 e il 1992 abbiano portato al punto di dissoluzione, sottolineano i fattori internazionali come la fuga dalle nazioni satelliti dell'Unione Sovietica, la mancanza di media unificati tra le repubbliche ceca e slovacca e, soprattutto, le azioni dei capi politici delle due nazioni (in particolare i disaccordi tra i primi ministri Klaus e Mečiar).

## Aspetti legali

### Simboli nazionali
Poiché lo stemma della Cecoslovacchia era una composizione di quelle delle aree geografiche storiche che formavano il paese, ogni repubblica semplicemente mantenne il proprio simbolo: i cechi il leone e gli slovacchi la doppia croce. Lo stesso principio venne applicato all'inno cecoslovacco, bilingue e comprendente due brani musicali separati, il ceco Kde domov můj e lo slovacco Nad Tatrou sa blýska. Una disputa si verificò solo rispetto alla bandiera nazionale cecoslovacca. Durante i negoziati del 1992 sui dettagli della dissoluzione della Cecoslovacchia, su richiesta di Vladimír Mečiar e Václav Klaus, venne inserita una clausola che vieta l'uso dei simboli di stato della Cecoslovacchia da parte dei suoi stati successori nella legge costituzionale sulla dissoluzione della Cecoslovacchia.
Dal 1990 al 1992, la bandiera rossa e bianca della Boemia (che differisce dalla bandiera polacca solo per la proporzione dei colori) divenne ufficialmente la bandiera della Repubblica ceca. Alla fine, dopo una ricerca di nuovi simboli, la Repubblica Ceca decise unilateralmente di ignorare la legge costituzionale sulla dissoluzione della Cecoslovacchia (l'articolo 3 della legge 542/1992 afferma che "La Repubblica ceca e la Repubblica Slovacca non devono usare i simboli nazionali della Repubblica socialista ceca e Repubblica socialista slovacca dopo il suo scioglimento.") per mantenere la bandiera cecoslovacca con un significato alterato.

### Territorio
Il territorio nazionale fu diviso lungo i confini interni esistenti. Tuttavia, il confine non venne chiaramente definito in alcuni punti e, in alcune zone, attraversava strade, strade d'accesso e comunità che coesistevano da secoli. I problemi più gravi si verificarono attorno alle seguenti aree:
- U Sabotů o Šance - storicamente parte della Moravia, assegnato alla Slovacchia nel 1997
- Sidonie o Sidónia - storicamente parte dell'Ungheria (che conteneva tutto il territorio slovacco attuale fino al 1918), assegnato alla Repubblica Ceca nel 1997
- Kasárna - area ricreativa, storicamente morava, disputata tra la Moravia e l'Ungheria dal 16º secolo, formalmente parte dell'Ungheria dal 1734; accessibile in auto solo dalla parte ceca fino ai primi anni 2000, è rimasta in Slovacchia nonostante le pesanti obiezioni da parte dei proprietari (per lo più cechi), i cui beni immobili sono ricaduti in un paese straniero.

I due paesi appena formati furono in grado di risolvere le difficoltà attraverso negoziati reciproci, compensazioni finanziarie e, infine, un trattato internazionale riguardante le modifiche ai confini.
Le persone che vivono o possiedono proprietà nella zona di confine, tuttavia, hanno continuato a sperimentare problemi pratici fino a quando entrambi i nuovi paesi sono entrati nella zona dell'accordo di Schengen nel 2007, dopo di che i confini sono diventati meno significativi.

### Divisione di proprietà nazionale
La maggior parte delle attività federali fu divisa in un rapporto di 2 a 1 (il rapporto approssimativo tra la popolazione ceca e slovacca all'interno della Cecoslovacchia), comprese le attrezzature militari, le infrastrutture ferroviarie e di linea. Alcune controversie minori (ad esempio sulle riserve auree conservate a Praga) sono durate alcuni anni dopo lo scioglimento.

### Divisione di valuta

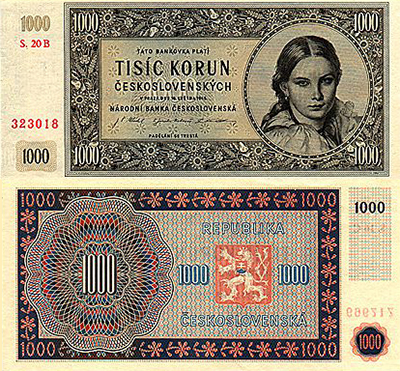
1000 corone cecoslovacche dal 1945

Inizialmente la vecchia moneta cecoslovacca, la corona cecoslovacca, venne utilizzata in entrambi i paesi. I timori di perdite economiche sul lato ceco indussero però i due stati ad adottare differenti valute nazionali già l'8 febbraio 1993. All'inizio, le valute avevano un tasso di cambio uguale, ma in seguito, per la maggior parte del tempo, il valore della corona slovacca divenne inferiore a quello della corona ceca (fino a circa il 30%, nel 2004 attorno al 25-27%). Dal 2 agosto 1993, le due monete vennero contraddistinte da diversi francobolli prima apposti su e poi stampati sulle banconote vecchie (corona cecoslovacca).
Il 1º gennaio 2009 la Slovacchia ha adottato l'euro come valuta con il tasso di cambio di 30,126 SKK/€ e la moneta commemorativa da 2 euro per il 2009, la prima in Slovacchia, ha caratterizzato il ventesimo anniversario della rivoluzione di velluto in ricordo della lotta comune del popolo cecoslovacco per la democrazia. Per un capriccio del destino, il discorso di benvenuto a nome dell'Unione europea in occasione dell'ingresso della Slovacchia nell'Eurozona venne consegnato da Mirek Topolánek, il primo ministro dell'allora paese presidente dell'UE, la Repubblica ceca, naturalmente nella sua lingua nativa mentre gli altri oratori usarono l'inglese. La Repubblica Ceca continua ad utilizzare la corona ceca.

### Diritto internazionale
Né la Repubblica Ceca né la Slovacchia hanno chiesto il riconoscimento come unico stato successore in Cecoslovacchia. Ciò può essere contrapposto alla dissoluzione dell'Unione Sovietica, in cui la Federazione Russa è stata riconosciuta come Stato successore non solo alla Repubblica Socialista Federativa Russa ma alla stessa Unione Sovietica. Pertanto, l'adesione della Cecoslovacchia alle Nazioni Unite cessò allo scioglimento del paese. Il 19 gennaio 1993 le repubbliche ceca e slovacca furono ammesse all'ONU come stati nuovi e separati.
Rispetto ad altri trattati internazionali, i cechi e gli slovacchi accettarono di onorare gli obblighi del trattato della Cecoslovacchia. Gli slovacchi trasmisero una lettera al Segretario Generale delle Nazioni Unite il 19 maggio 1993 esprimendo la loro intenzione di rimanere parte di tutti i trattati firmati e ratificati dalla Cecoslovacchia e di ratificare quei trattati firmati ma non ratificati prima della dissoluzione della Cecoslovacchia. Questa lettera riconosceva che secondo il diritto internazionale tutti i trattati firmati e ratificati dalla Cecoslovacchia sarebbero rimasti in vigore. Ad esempio, entrambi i paesi sono riconosciuti come firmatari del trattato antartico dalla data in cui la Cecoslovacchia firmò nel 1962.
Sia la Repubblica ceca che quella slovacca ratificarono la Convenzione di Vienna sulla successione degli Stati in materia di trattati. Tuttavia, non fu un fattore di dissoluzione della Cecoslovacchia dal momento che non entrò in vigore fino al 1996.

## Conseguenze

### Economia
Lo scioglimento ha avuto un impatto negativo sulle due economie, specialmente nel 1993, poiché i collegamenti tradizionali necessari per far fronte alla burocrazia del commercio internazionale erano stati separati, ma l'impatto fu notevolmente inferiore alle aspettative di molte persone.
Molti cechi speravano che la dissoluzione avrebbe presto avviato un'era di elevata crescita economica nella Repubblica ceca (senza la necessità di "sponsorizzare la Slovacchia meno sviluppata"). Allo stesso modo, altri si aspettavano che una Slovacchia autonoma e non sfruttata potesse diventare una nuova "tigre economica".
Secondo il Prague Post, "il PIL slovacco ha raggiunto negli anni il 95% del PIL ceco. Il prodotto nazionale lordo slovacco (PNL), che include i redditi dei cittadini all'estero e detrae le multinazionali monetarie, è superiore a quello della Repubblica Ceca. Le pensioni di vecchiaia sono più o meno allo stesso livello in entrambi i paesi e il consumo pro-capite è leggermente più alto in Slovacchia, ma in Slovacchia i salari sono in media del 10% più bassi che nella Repubblica Ceca.
Martin Filko, capo dell'Istituto di politica finanziaria del ministero delle finanze slovacco, ha sottolineato che la Slovacchia è tra i paesi dell'UE in cui gli stipendi costituiscono la parte più bassa del PIL. In altre parole, una parte dei redditi delle persone proviene da fonti diverse dal loro impiego principale, e ciò riduce la reale differenza tra i salari ceco e slovacco, afferma Respekt.
La Slovacchia ha una maggiore stabilità politica rispetto alla Repubblica ceca: gli slovacchi hanno avuto solo quattro primi ministri dal 1998, mentre i cechi ne hanno avuti dieci. Gli slovacchi sono diventati una parte più integrante dell'UE grazie alla loro adozione dell'euro, e sono più decisi a prendere parte ai sindacati bancari e fiscali, scrive Respekt. Nella Repubblica Ceca, la destra ha aperto l'economia e la sinistra ha privatizzato le banche e attirato investitori stranieri.
Fino al 2005 il PIL dei due paesi crebbe ad un ritmo simile. Tra il 2005-08, l'economia slovacca conobbe un periodo di incremento maggiore rispetto a quella ceca. Secondo diversi economisti ciò è stato possibile grazie alle riforme messe in campo dal governo di centrodestra di Mikuláš Dzurinda e dalle promesse dell'eurozona, le quali attirarono gli investitori. Quando il populista di sinistra Robert Fico sostituì Dzurinda come primo ministro slovacco dopo otto anni nel 2006, ridusse le riforme della destra solo moderatamente, ma non le abolì, a differenza dei socialdemocratici cechi (ČSSD).
In questo periodo, i cechi hanno avuto tre primi ministri del ČSSD in quattro anni (2002-2006), seguiti da un gabinetto di centro-destra che tagliò e semplificò le tasse, ma non riuscì a promuovere altre riforme e non volle adottare l'euro, a causa alla crisi e alla posizione ideologica dei democratici civici (ODS).

### Cittadinanza
Dopo la federalizzazione nel 1968, la Cecoslovacchia aveva diviso la cittadinanza, sia della Repubblica socialista ceca o della Repubblica socialista slovacca (la parola "socialista" fu abbandonata da entrambi i nomi poco dopo la rivoluzione di velluto). Questa distinzione, tuttavia, ebbe scarso effetto sulla vita della popolazione. Il 1⁰ gennaio 1993, tutti i cittadini cecoslovacchi sono diventati automaticamente cittadini della Repubblica ceca o della Repubblica slovacca, in base alla loro precedente cittadinanza, indirizzo di residenza permanente, luogo di nascita, legami familiari, lavoro e altri criteri. Inoltre, venne concesso un anno di tempo per rivendicare l'altra cittadinanza a determinate condizioni.
La legislazione slovacca permise la doppia cittadinanza fino al 2010, quando questa possibilità fu definitivamente abolita. Solo una manciata di persone ha esercitato questo diritto; tuttavia, l'importanza di ciò è diminuita dall'appartenenza di entrambe le nazioni all'UE in quanto la libertà di movimento per la politica dei lavoratori garantisce ai cittadini dell'UE il diritto di lavorare e vivere in qualsiasi parte dell'Unione. In caso di movimento tra la Repubblica ceca e la Slovacchia, questa politica è entrata in vigore dal 2004.
Al contrario, la Repubblica ceca ha precedentemente vietato la doppia cittadinanza per i cittadini naturalizzati, richiedendo loro di rinunciare alla cittadinanza esistente prima di ricevere la cittadinanza della Repubblica ceca. Questo requisito potrebbe essere escluso solo se rinunciando a una cittadinanza esistente potrebbe mettere in pericolo il richiedente o i suoi parenti di persecuzione in patria, il che non è il caso dei richiedenti della Slovacchia. Questa situazione è cambiata con la nuova legge sulla cittadinanza del 2013 (186/2013 Sb.), in vigore dal 1⁰ gennaio 2014. Tuttavia, la maggior parte dei cittadini slovacchi non è ancora in grado di diventare doppio cittadino sia della Repubblica ceca che della Slovacchia, in quanto perderebbero automaticamente la cittadinanza slovacca acquisendo volontariamente un'altra. Esenti da questa legge sono solo quei cittadini slovacchi che ottengono una cittadinanza straniera in virtù del matrimonio con un cittadino straniero. Alcuni politici slovacchi hanno speculato in media circa un ammorbidimento la legge sulla cittadinanza, ma nessun cambiamento era stato materializzato al gennaio 2015.
Le persone di entrambi i paesi potevano attraversare il confine senza passaporto e potevano lavorare ovunque senza la necessità di ottenere un permesso ufficiale. I controlli alle frontiere sono stati completamente rimossi il 21 dicembre 2007, quando entrambi i paesi hanno aderito allo spazio Schengen. L'unione doganale tra Repubblica Ceca e Slovacchia rimase in vigore dallo scioglimento fino al 1⁰ maggio 2004, quando entrambi i paesi sono entrati nell'Unione europea.
Secondo gli attuali regolamenti europei, i cittadini di entrambi i paesi hanno diritto alla protezione diplomatica di qualsiasi altro paese dell'UE e, pertanto, le repubbliche ceca e slovacca hanno preso in considerazione la fusione delle loro ambasciate con le nazioni del gruppo Visegrád al fine di ridurre i costi.

#### Popolo rom
Uno dei problemi non risolti durante lo scioglimento è stata la questione di un gran numero di rom che vivevano nella Repubblica Ceca, che sono nati e registrati ufficialmente nella Slovacchia odierna. La maggior parte di loro non ha registrato nuovamente il loro luogo di soggiorno ufficiale durante i mesi precedenti la dissoluzione, e quindi la questione della loro cittadinanza è rimasta irrisolta. La legge sulla cittadinanza ceca del 1992 consentiva la concessione della cittadinanza automatica solo a coloro nati sul territorio ceco. Per gli altri, il diritto alla cittadinanza richiedeva la prova di un periodo di residenza di cinque anni, una fedina penale "ineccepibile", tasse significative e un complicato processo burocratico; a quanto riferito, e venne esclusa una percentuale piuttosto ampia di rom.
Il governo slovacco non voleva concedere la cittadinanza ai non residenti. Un numero significativo di rom che vivevano negli orfanotrofi cechi non chiarirono il loro status legale e gli furono date dalle cure come non-cittadini adulti senza alcun diritto al lavoro o a vivere nella Repubblica Ceca. Sotto la pressione dell'Unione europea, il governo ceco apportò modifiche alla sua legge sulla nazionalità nel 1999 e nel 2003, che risolse efficacemente il problema; tuttavia, non venne fornita alcuna compensazione a coloro che divennero apolidi nel 1992.

### Contatti linguistici
Nell'ex Cecoslovacchia, il primo canale televisivo era federale e le lingue ceca e slovacca erano usate in proporzioni uguali nei notiziari televisivi, anche se film stranieri e serie TV erano quasi esclusivamente sottotitolate in ceco, ad esempio. Questo (e il fatto che le lingue siano molto simili) ha reso quasi tutte le persone di entrambe le nazioni passivamente bilingue, cioè erano in grado di capire, ma non necessariamente parlare, l'altra lingua. Dopo lo scioglimento, negli anni '90, i nuovi canali televisivi nella Repubblica Ceca smisero praticamente di usare lo slovacco, e i giovani cechi ora hanno una comprensione molto inferiore della lingua slovacca. Inoltre, il numero di libri e giornali in lingua slovacca venduti nella Repubblica Ceca è diminuito drasticamente. Le notizie della TV ceca, tuttavia, hanno iniziato a reintrodurre la copertura in lingua slovacca dalla Slovacchia e la TV slovacca (STV2) ritrasmette quotidianamente il telegiornale della TV ceca Události ČT, dieci minuti dopo la mezzanotte.
Sul pubblico RTVS, è comune avere almeno un quotidiano da parte della Repubblica Ceca durante le notizie in prima serata. Inoltre, molti programmi TV sui canali televisivi slovacchi sono ancora sottotitolati in ceco, alcuni film nei cinema sono sottotitolati in ceco e sul mercato ci sono molti più libri e periodici in lingua ceca rispetto a prima della dissoluzione. Il grande impulso per lo scambio linguistico è venuto da fornitori di canali TV privati come CS Link (Repubblica Ceca) e Sky Link (Slovacchia) che offrono canali slovacchi nella Repubblica Ceca e viceversa. Inoltre, diversi canali, a prescindere dalla loro origine nazionale, offrono programmi sia in ceco che in slovacco (CSFilm, TV Barrandov) o addirittura si mescolano come la copertura Nova Sport della TV Nova della Premier League inglese. Nuovi impulsi ai contatti reciproci che arrivano via TV sono anche spettacoli comuni come l'Intelligence Test of Nations, Czechoslovakia's Got Talent trasmesso da PRIMA e TV JOJ, e Czecho-Slovak SuperStar, quest'ultima è la prima edizione internazionale del concorso pop Idol trasmesso da TV Nova e Markíza (entrambi di proprietà di CME), che ha anche organizzato versioni congiunte di MasterChef e The Voice in 2012. Inoltre, il programma di Capodanno per il 2009 è stato preparato e trasmesso congiuntamente da ČT e STV e per il 2010 dalla TV ceca PRIMA e dalla TV slovacca JOJ, questa volta includendo anche il canto dell'inno nazionale cecoslovacco.
I giovani slovacchi hanno ancora le stesse conoscenze della lingua ceca dei loro predecessori, se non maggiori. Ancora oggi, in Slovacchia, il ceco può essere utilizzato automaticamente in tutti i procedimenti giudiziari, inoltre tutti i documenti scritti in ceco sono riconosciuti dalle autorità slovacche e viceversa. Inoltre, la legge sulla lingua ufficiale slovacca approvata nel 2009 ha riconfermato il diritto dei cechi di usare la loro lingua in tutte le comunicazioni ufficiali quando trattano con le autorità slovacche (tuttavia, la legge ha esplicitamente limitato l'uso del ceco in Slovacchia solo alle persone con la madre lingua ceca). Lo stesso vale per l'uso della lingua slovacca nella Repubblica ceca grazie all'Administration Procedure Act del 2004. Gustáv Slamečka, un cittadino slovacco che era il ministro dei trasporti ceco (2009 - 2010), usò la lingua slovacca esclusivamente nella sua comunicazione ufficiale.

### Sport
La rottura ufficiale avvenne proprio nel bel mezzo dei campionati mondiali di hockey su ghiaccio del 1993, svoltisi in Svezia. La squadra che rappresentava la Cecoslovacchia fu chiamata "ceco-slovacca" a partire dal 1⁰ gennaio. Nei tornei internazionali di hockey su ghiaccio, la Repubblica Ceca conquistò il posto della Cecoslovacchia nei gruppi A, mentre la Slovacchia dovette partire dalle divisioni inferiori.
Durante i Campionati mondiali di sci nordico a Falun, in Svezia, la squadra di salto con gli sci gareggiò come squadra combinata Repubblica Ceca-Slovacchia nel grande evento collettivo, vincendo una medaglia d'argento. Il team era stato selezionato prima dello scioglimento. Jaroslav Sakala vinse due medaglie nei singoli eventi collinari per la Repubblica Ceca a quei giochi insieme alla sua medaglia d'argento nell'evento a squadre.
Nella loro fase di qualificazione per la Coppa del Mondo FIFA 1994, la squadra nazionale di calcio della Cecoslovacchia gareggiò con il nome di RCS che rappresentava "Rappresentanza di cechi e slovacchi". Fu in seguito che le squadre furono ufficialmente scisse in Repubblica Ceca e Slovacchia. La squadra non riuscì a qualificarsi dopo aver potuto solo pareggiare la partita finale contro il Belgio, una partita che dovevano vincere per qualificarsi.
Gli incontri reciproci tra le squadre nazionali dei due paesi in molti sport sono seguiti dalla maggioranza della popolazione, e il numero di giocatori e allenatori attivi nell'altra repubblica è significativo. Martin Lipták, un allenatore di pallamano slovacco, guidò con successo la squadra nazionale ceca al Campionato europeo di pallamano EHF 2010 in Austria. Una squadra slovacca sotto il suo coach, Tatran Prešov, ha vinto il campionato nazionale ceco nel 2008 e nel 2009. L'allenatore di hockey su ghiaccio ceco Vladimír Vůjtek portò la squadra nazionale slovacca alla medaglia d'argento al Campionato del Mondo IIHF 2012, dopo aver battuto la squadra ceca in semifinale.
Diversi sport hanno fatto o hanno una lega comune, e le discussioni sull'avere una comune lega di calcio o hockey su ghiaccio continuano.

### Telecomunicazioni
I due stati successivi hanno continuato a utilizzare il prefisso internazionale +42 fino al 28 febbraio 1997, quando venne sostituito da due codici separati: +420 per la Repubblica Ceca e +421 per la Slovacchia. Da allora, le chiamate telefoniche tra i due paesi richiedono la composizione del prefisso internazionale.

## Eredità
La percezione pubblica dello scioglimento non è cambiata molto, con un sondaggio del dicembre 2017 che mostra che solo il 42% dei cechi e il 40% degli slovacchi concordano con quello che è successo (rispetto al 36% e al 37% nel 1992, rispettivamente). Secondo l'analista politico ceco Lubomir Kopeček, molti cechi e slovacchi vedono sfavorevolmente il processo di separazione perché non hanno voce in capitolo. La maggior parte delle persone avrebbe preferito decidere tramite un referendum. Nel 2015 è stato istituito un movimento slovacco denominato "Cecoslovacchia 2018" per cercare di ottenere un referendum entro il 2018. Mentre il suo leader, Ladislav Zelinka, ha detto di aver ricevuto migliaia di e-mail e chiamate da parte dei sostenitori, non è stato in grado di raggiungere le 350.000 firme necessarie. Le giovani generazioni di entrambi i paesi sono in gran parte indifferenti alla questione, non avendo mai sperimentato loro stessi il periodo precedente, mentre le generazioni più anziane sono più concentrate su questioni attuali come l'immigrazione, favorendo nel contempo il proprio nazionalismo separato.
I sondaggi del 2010 hanno dimostrato che la maggior parte della popolazione di Praga (cechi) considera ancora la divisione del paese un errore; allo stesso modo, il sondaggio rappresentativo generale in Slovacchia (dal 2008) ha dimostrato che la società è ancora divisa in opinioni sullo scioglimento: il 47% preferisce lo scioglimento, mentre il 44% lo considera un errore.
Le influenze politiche tra i paesi sono minime, ma i socialdemocratici tendono a cooperare molto da vicino su temi regionali ed europei negli ultimi anni. Inoltre, è diventato consuetudine che i presidenti eletti paghino la loro prima e ultima visita straniera ufficiale durante il loro mandato all'altra repubblica dell'ex Cecoslovacchia. I ministri degli esteri nominati tendono a seguire questa regola non scritta. Il 29 ottobre 2012, per commemorare la dichiarazione di indipendenza della Cecoslovacchia, avvenuta il 28 ottobre 1918, i governi ceco e slovacco hanno tenuto per la prima volta una riunione congiunta di gabinetto nelle comunità di Trenčín e Uherské Hradiště nelle vicinanze del comune confine.
Inoltre, le truppe di mantenimento della pace di stanza nell'ex Jugoslavia furono sottoposte a comando congiunto in diverse occasioni. Ad esempio, dal 2002 al luglio 2005, le forze armate ceche si sono unite alle forze armate della Repubblica slovacca per formare un battaglione KFOR ceco-slovacco in Kosovo che ha contribuito al centro di brigate multinazionali. I rapporti commerciali sono stati ristabiliti e stabilizzati e la Repubblica ceca continua a essere il partner commerciale più importante della Slovacchia. Dopo una breve interruzione, le località slovacche sulle montagne dei Carpazi sono di nuovo la destinazione di un numero crescente di turisti cechi.
Dopo la morte dell'ultimo presidente cecoslovacco Václav Havel, avvenuta il 18 dicembre 2011, sia la Repubblica ceca che quella slovacca hanno osservato il giorno del lutto nazionale. Durante la messa funebre nella Cattedrale di San Vito a Praga le preghiere venivano recitate in egual misura nelle lingue ceca e slovacca.